# Concierto en el Massey Hall
Fue un legendario concierto de jazz acontecido en el Massey Hall de Toronto, Canadá en 1953.
Se realizó con un quinteto formado por los más grandes representantes del Jazz de la época (hoy todos nombres reconocidos y famosos alrededor del mundo de la música): Dizzy Gillespie, trompeta; Charlie Parker, saxofón alto; Bud Powell, piano; Charles Mingus, bajo y Max Roach, batería.
Se tocaron numerosos temas clásicos de la era del BeBop como "Salt Peanuts", de Gillespie y también tocando temas más clásicos como "Perdido", inmortalizado por Duke Ellington
El concierto se encuentra disponible hoy en día en CD, en el álbum: JAZZ AT THE MASSEY HALL.
- Datos: Q5781036